# Gephyroglanis
Gephyroglanis — рід риб з підродини Claroteinae родини Claroteidae ряду сомоподібних. Має 3 види. Інша назва «алюмінієвий сом». Наукова назва походить від грецьких слів gephyra, тобто «міст», та glanis — «сом».

## Опис
Загальна довжина представників цього роду коливається від 14,6 до 43 см. Голова доволі масивна. Очі великі. Є 3 парив вусів. Тулуб кремезний, подовжений. Бічна лінія пряма. Спинний плавець великий, широкий. Жировий плавець невеличкий. Грудні плавці довгі, з загостреними кінчиками. Черевні плавці маленькі. Анальний плавець помірно високий, з короткою основою. Хвостовий плавець широкий, сильно розділений.
Мають сріблясте забарвлення.

## Спосіб життя
Є демерсальними рибами. Воліють до прісних водойм. Активні переважно у присмерку та вночі. Живляться водними безхребетними та дрібною рибою.
Є об'єктами місцевого рибальства.

## Розповсюдження
Мешкають у басейні річки Конго.

## Види
- Gephyroglanis congicus
- Gephyroglanis gymnorhynchus
- Gephyroglanis habereri